# پیج اوهارا
پیج اوهارا (به انگلیسی: Paige O'Hara) (زاده ۱۰ می ۱۹۵۶) بازیگر، خواننده و صداپیشه آمریکایی است.
از فیلم‌های معروف او می‌توان به گویندگی در انیمیشن دیو و دلبر اشاره کرد.